# 杨晦
杨晦（1899年3月25日—1983年5月14日），原名兴栋，字慧修，辽宁辽阳人，中国现代文艺理论家、剧作家。1952年—1966年担任北京大学中文系系主任。文学团体沉钟社成员。中国共产党党员。

## 生平
出身于辽阳小营盘村一个农民家庭。只读过私塾和小学，因家贫休学，在邮电局做学徒。1917年暑假北京大学连续招考三次并降低了录取要求。杨晦前去报考，外语几乎交了白卷，但因作文出色被破格录取，就读哲学系。
1919年五四运动中，他是最先冲入并火烧赵家楼的几个学生之一。
1920年毕业，先后在沈阳第一师范学校、山西太原平民师范学校、河北定县、北平和天津等地教书。1925年秋在北平与原浅草社成员冯至、陈翔鹤、陈炜谟等组织文学团体沉钟社，出版期刊《沉钟》和“沉钟丛书”7种。鲁迅在《〈中国新文学大系〉小说二集序》中评价它“确是中国的最坚韧、最诚实、挣扎的最久的团体”。杨晦在此时期发表了《笑的泪》、《楚灵王》等话剧和罗曼·罗兰的《贝多芬传》、莱蒙托夫小说《当代英雄》等译著。
1934年，時任孔德學校校長，且已婚的楊晦，與女學生楊樹新前往上海，並發生性關係，後者于1935年產下一女（名楊江城）後病死。
1937年在上海同济大学所附高中任教，1938年因宣传抗日南下广东、广西。1941年—1946年先后在迁至陕西的西北联合大学和迁至重庆的中央大学任教。1947年到上海、香港等地任教。1949年出版文艺论集
《文艺与社会》（上海中兴出版社），其中《曹禺论》一文颇具影响。
1949年4月到北京，参加了第一次中华全国文学艺术工作者代表大会（简称“文代会”）。同年加入中国共产党，任北京大学中文系教授，并曾兼任文艺理论教研室主任、中文系系主任和学校副教务长。主要从事中国文艺思想史和马克思主义文艺理论研究。他倡导的语言和文学有机联系对北大中文系影响深远。
1964年暑假他在北大党委扩大会上对极左思潮提出异议，被批判，成为傀儡主任。文革期间继续遭到批判。
晚年受眼疾干扰，未能完成设想中的《中国文艺思想史》和《元曲论》两部著作。

## 轶事
身材瘦小，为人沉默。
他倡导“语言和文学有机联系”，有名言“中文系不培养作家”颇受争议。有学生画“有鸡联系”漫画张贴在系办公室走廊进行嘲笑。
大炼钢铁时，学生曾到他家拆掉了壁炉里的钢条。

文革开批斗会批判他是修正主义时，他用德文版、英文版、俄文版和中文版的马恩全集与红卫兵辩论，自己并未修正，符合德文版原意，反而是中文版从俄文版转译，而俄文版有问题。